# طواف برغش 2022
طواف برغش 2022 (بالإسبانية: Vuelta a Burgos 2022)‏ هو سباق دراجات هوائية، وهو الموسم الرابع والأربعين من طواف برغش، وأقيم خلال الفترة من 2 أغسطس 2022، وحتى 6 أغسطس 2022.
فاز بالمركز الأول بافل سيفاكوف، وبالمركز الثاني جواو ألميدا، وبالمركز الثالث ميغل أنغل لوبز، وفاز روبن جيريرو في ترتيب النقاط، وكان الفائز حسب النقاط للشباب كارلوس رودريغيز كانو، وكان الفائز في تصنيف الجبال ميغل أنغل لوبز، وفاز بورا–هانسغروه في ترتيب الفرق.

## الفرق
| فرق عالمية (12)- AG2R Citroën Team - Astana Qazaqstan Team - Bahrain Victorious - Bora-Hansgrohe - EF Education-EasyPost - Ineos Grenadiers - Israel-Premier Tech - Jumbo-Visma - Movistar Team - Quick-Step Alpha Vinyl - Trek-Segafredo - UAE Team Emirates فرق برو (5)- برجس بي إتش 2022 ‏ - كاجا رورال-سيغوروس 2022 ‏ - أوسكالتيل أوسكادي 2022 ‏ - فريق إيولو كوميت لركوب الدراجات 2022 ‏ - كيرن فارما 2022 ‏ |  |
| |  |

## المراحل
| قائمة المراحل | قائمة المراحل | قائمة المراحل                                                         | قائمة المراحل      | قائمة المراحل | قائمة المراحل | قائمة المراحل      | قائمة المراحل      |
| المرحلة       | التاريخ       | الدورة                                                                |                    | المسافة (كم)  | الارتفاع      | الفائز بالمرحلة    | القائد العام       |
| ------------- | ------------- | --------------------------------------------------------------------- | ------------------ | ------------- | ------------- | ------------------ | ------------------ |
| المرحلة 1     | 2 أغسطس       | برغش – برغش                                                           | مرحلة جبلية        | 157           | 1521 m        | Santiago Buitrago ‏ | Santiago Buitrago ‏ |
| المرحلة 2     | 3 أغسطس       | بيبار ‏ – فيلادييغو                                                    | مرحلة جبلية        | 158           | 1659 m        | تيمو روزن          | Santiago Buitrago ‏ |
| المرحلة 3     | 4 أغسطس       | Quintana Martín Galíndez ‏ – فيلاركايو دي ميراينداد دي كاستيلا لافايجا | مرحلة جبلية        | 156           | 2324 m        | Bastien Tronchon ‏  | بافل سيفاكوف       |
| المرحلة 4     | 5 أغسطس       | توريسانداينو – قلونية                                                 | مرحلة جبلية متوسطة | 169           | 1361 m        | Matevž Govekar ‏    | بافل سيفاكوف       |
| المرحلة 5     | 6 أغسطس       | ليرما – lakes of Neila ‏                                               | مرحلة جبلية        | 170           | 2792 m        | João Almeida       | بافل سيفاكوف       |

## النتيجة

### مرحلة 1
هي مرحلة جبلية، أقيمت في 2 أغسطس 2022، وامتدّت لمسافة 157 كيلومتر. فاز بالمرحلة Santiago Buitrago ‏، وكان متصدر الترتيب العام في نهاية المرحلة Santiago Buitrago ‏.
| التصنيف العام         | التصنيف العام      | التصنيف العام   | التصنيف العام          | التصنيف العام |
| العداء                | العداء             | البلد           | الفريق                 | الوقت         |
| --------------------- | ------------------ | --------------- | ---------------------- | ------------- |
| 1                     | Santiago Buitrago ‏ | كولومبيا        | Bahrain Victorious     | 3 س 43 د 31 ث |
| 2                     | روبن جيريرو        | البرتغال        | EF Education-EasyPost  | + 3 ث         |
| 3                     | تاو غايغن هارت     | المملكة المتحدة | Ineos Grenadiers       | + 3 ث         |
| 4                     | جاي هيندلي         | أستراليا        | بورا هانسغروه          | + 3 ث         |
| 5                     | فينتشينزو نيبالي   | إيطاليا         | Astana Qazaqstan Team  | + 5 ث         |
| 6                     | ويلكو كيليرمان     | هولندا          | بورا هانسغروه          | + 5 ث         |
| 7                     | إيفان غارسيا       | إسبانيا         | موفيستار               | + 5 ث         |
| 8                     | Ilan Van Wilder ‏   | بلجيكا          | Quick-Step Alpha Vinyl | + 5 ث         |
| 9                     | بافل سيفاكوف       | روسيا           | Ineos Grenadiers       | + 5 ث         |
| 10                    | دامين توزي         | فرنسا           | AG2R Citroën Team      | + 5 ث         |
| مصدر: ProCyclingStats |                    |                 |                        |               |

### مرحلة 2
هي مرحلة جبلية، أقيمت في 3 أغسطس 2022، وامتدّت لمسافة 158 كيلومتر. فاز بالمرحلة تيمو روزن، وكان متصدر الترتيب العام في نهاية المرحلة Santiago Buitrago ‏.
| التصنيف العام         | التصنيف العام      | التصنيف العام   | التصنيف العام         | التصنيف العام |
| العداء                | العداء             | البلد           | الفريق                | الوقت         |
| --------------------- | ------------------ | --------------- | --------------------- | ------------- |
| 1                     | Santiago Buitrago ‏ | كولومبيا        | Bahrain Victorious    | 7 س 32 د 14 ث |
| 2                     | روبن جيريرو        | البرتغال        | EF Education-EasyPost | + 3 ث         |
| 3                     | جاي هيندلي         | أستراليا        | بورا هانسغروه         | + 3 ث         |
| 4                     | تاو غايغن هارت     | المملكة المتحدة | Ineos Grenadiers      | + 3 ث         |
| 5                     | روي كوستا          | البرتغال        | فريق الإمارات         | + 5 ث         |
| 6                     | بافل سيفاكوف       | روسيا           | Ineos Grenadiers      | + 5 ث         |
| 7                     | جيتسي بول          | هولندا          | برجس بي إتش ‏          | + 5 ث         |
| 8                     | استيبان تشافيس     | كولومبيا        | EF Education-EasyPost | + 5 ث         |
| 9                     | فينتشينزو نيبالي   | إيطاليا         | Astana Qazaqstan Team | + 5 ث         |
| 10                    | لورينز دي بلس      | بلجيكا          | Ineos Grenadiers      | + 5 ث         |
| مصدر: ProCyclingStats |                    |                 |                       |               |

### مرحلة 3
هي مرحلة جبلية، أقيمت في 4 أغسطس 2022، وامتدّت لمسافة 156 كيلومتر. فاز بالمرحلة Bastien Tronchon ‏، وكان متصدر الترتيب العام في نهاية المرحلة بافل سيفاكوف.
| التصنيف العام         | التصنيف العام      | التصنيف العام   | التصنيف العام          | التصنيف العام  |
| العداء                | العداء             | البلد           | الفريق                 | الوقت          |
| --------------------- | ------------------ | --------------- | ---------------------- | -------------- |
| 1                     | بافل سيفاكوف       | روسيا           | Ineos Grenadiers       | 11 س 14 د 36 ث |
| 2                     | Santiago Buitrago ‏ | كولومبيا        | Bahrain Victorious     | + 23 ث         |
| 3                     | روبن جيريرو        | البرتغال        | EF Education-EasyPost  | + 26 ث         |
| 4                     | تاو غايغن هارت     | المملكة المتحدة | Ineos Grenadiers       | + 26 ث         |
| 5                     | جاي هيندلي         | أستراليا        | بورا هانسغروه          | + 26 ث         |
| 6                     | استيبان تشافيس     | كولومبيا        | EF Education-EasyPost  | + 28 ث         |
| 7                     | فينتشينزو نيبالي   | إيطاليا         | Astana Qazaqstan Team  | + 28 ث         |
| 8                     | ويلكو كيليرمان     | هولندا          | بورا هانسغروه          | + 28 ث         |
| 9                     | لورينز دي بلس      | بلجيكا          | Ineos Grenadiers       | + 28 ث         |
| 10                    | Ilan Van Wilder ‏   | بلجيكا          | Quick-Step Alpha Vinyl | + 28 ث         |
| مصدر: ProCyclingStats |                    |                 |                        |                |

### مرحلة 4
هي مرحلة جبلية متوسطة، أقيمت في 5 أغسطس 2022، وامتدّت لمسافة 169 كيلومتر. فاز بالمرحلة Matevž Govekar ‏، وكان متصدر الترتيب العام في نهاية المرحلة بافل سيفاكوف.

### مرحلة 5
هي مرحلة جبلية، أقيمت في 6 أغسطس 2022، وامتدّت لمسافة 170 كيلومتر. فاز بالمرحلة جواو ألميدا، وكان متصدر الترتيب العام في نهاية المرحلة بافل سيفاكوف.

## الفائزون
| الترتيب    | الفائز               |
| ---------- | -------------------- |
| الفائز     | بافل سيفاكوف         |
| الثاني     | جواو ألميدا          |
| الثالث     | ميغل أنغل لوبز       |
| حسب النقاط | روبن جيريرو          |
| تسلق الجبل | ميغل أنغل لوبز       |
| أفضل شاب   | كارلوس رودريغيز كانو |
| الفريق     | بورا هانسغروه        |

## وصلات خارجية
- الموقع الرسمي
- لمحة عن سباق طواف برغش 2022 على موقع  ProCyclingStats   (برو  سايكلنج  ستاتس) - إحصاءات  محترفي  الدراجات.
- طواف برغش 2022 على موقع إحصائيات الدراجات الإحترافية (الإنجليزية)